# Jacques Martin (mauriste)
Pour les articles homonymes, voir Jacques Martin et Martin.
Dom Jacques Martin, ou Jacques de Martin, est un mauriste et érudit français du XVIIIe siècle.

## Éléments biographiques
Né à Fanjeaux en 1684, mort à Paris en 1751. Fils d'un avocat, il fit ses études à Toulouse puis à Sorèze, Il devient en 1709 bénédictin, de la Congrégation de Saint-Maur, et vint à Paris en 1727.
Il a produit plusieurs ouvrages sur l'histoire de la Gaule, ainsi que des études sur les textes bibliques. Il a en outre traduit plusieurs textes de saint Augustin.
Travailleur acharné et pointilleux, il fit toutefois des hypothèses osées - et pas toujours heureuses - qui lui furent parfois reprochées. Dans ses Eclaircissements littéraires sur un projet de Bibliothèque alphabétique, "où il attaque le célèbre M. Salmon, Bibliothécaire de la Maison de Sorbonne" et où il "viole presque à chaque page les règles de la politesse que de sages critiques doivent garder entre eux , & où il tombe sans cesse dans de froides railleries qu'il aurait dû éviter, & dont son illustre adversaire ne devoir point être l'objet", il a ainsi émis avec une rare perspicacité des hypothèses sur Abucara qui  furent finalement confirmées seulement au XXe siècle. 
Le ton employé dans ses ouvrages ne lui fit pas non plus que des amis.
Mercier, dans son Tableau de Paris  rapporte l'anecdote suivante : 
M. Deslandes, auteur de l'Histoire critique de la Philosophie, ayant critiqué ses ouvrages, Dom Martin, qui supportait fort peu patiemment la censure, se répandait en invectives furieuses contre ce dernier. Comme celui-ci avait l'esprit doux, liant & honnête, une Dame imagina de faire apprécier à Dom Martin ce même homme contre lequel il déclamait avec tant de violence. M. Deslandes prit le nom d'Olivier, & dîna souvent avec lui. Il mettait la conversation sur le chapitre de M. Deslandes ; & Dom Martin de s'écrier: Vous êtes un homme, vous, plein de science & d'esprit, qui raisonnez avec une justesse infinie; mais ce Deslandes est bien l'homme du monde le plus ignorant & le plus pitoyable. 
Cette scène était sans doute des plus divertissantes…

## Œuvres
- Histoire des Gaules et des conquêtes des Gaulois, 1730 : Tome 1 et Tome 2.
- La Religion des Gaulois, tirée des plus pures sources de l'Antiquité, 1727 Tomes 1 et 2
- Éclaircissements historiques sur les origines celtiques et gauloises, 1744 Sur Google-books
- Explication de divers monuments singuliers qui ont rapport à la religion des plus anciens peuples, 1739 Sur Google-books
- Éclaircissements littéraires sur un projet de Bibliothèque alphabétique, 1736 Sur Archive
- Explications de plusieurs textes difficiles de l’Écriture sainte, 1730 Sur Google-books
- Lettres nouvelles de saint Augustin, traduites en françois, 1734